# Maerua buxifolia
Maerua buxifolia là một loài thực vật có hoa trong họ Capparaceae. Loài này được (Welw. ex Oliv.) Gilg & Gilg-Ben. mô tả khoa học đầu tiên năm 1915.